# Râul Gârbele
Râul Gârbele  sau  Râul Botuș este un curs de apă, afluent al râului Moldova.

## Hărți
- Harta județului Suceava
- Harta Obcinele Bucovinene
- Ovidiu Gabor - Economic Mechanism in Water Management ][nefuncțională]